# Албенца (Бергамо)
Албенца (итал. Albenza) је насеље у Италији у округу Бергамо, региону Ломбардија.
Према процени из 2011. у насељу је живело 133 становника. Насеље се налази на надморској висини од 471 м.